# Bro församling, Västerås stift
Bro församling var en församling i Västerås stift i  Köpings kommun i Västmanlands län. Församlingen uppgick 1943 i  Bro och Malma församling, namnändrad 1950 till Kolsva församling.

## Administrativ historik
Församlingen har medeltida ursprung och uppgick 1943 i  Bro och Malma församling namnändrad 1950 till Kolsva församling. Församlingen utgjorde ett eget pastorat.

## Organister
Lista över organister i Bro församling.
| Ämbetstid | Namn                               | Levnadstid |
| --------- | ---------------------------------- | ---------- |
| 1848-1877 | Carl Erik Malmgren                 | 1818-1898  |
| 1878-1893 | Johan Sandblom                     | 1843-1912  |
| 1894-1909 | Engelbrekt Anton Erinhold Palmborg | 1866-1909  |
| 1910-1921 | Johan Gustaf Levén                 | 1861-      |
| 1923-1925 | David Natanael Rosén               | 1893-      |
| 1926-1945 | Arvid Larsson Gidhagen             | 1888-1945  |
| 1946-1955 | Gustaf Adolf Hedlund               | 1917-      |
| 1956-     | Anders Arthur Nordstedt            | 1911-      |

## Kyrkor
- Bro kyrka